# '88 Games
'88 Games, anche distribuito come Konami '88 e Hyper Sports Special (ハイパースポーツスペシャル?), è un videogioco sportivo arcade sviluppato e pubblicato da Konami, facente parte della serie Track & Field. Sebbene non sia un titolo ufficiale, il videogioco è basato sui Giochi della XXIV Olimpiade del 1988 di Seul.

## Modalità di gioco
L'obiettivo del gioco è quello di vincere tutte le gare olimpiche presenti.

### Gare olimpiche
- 100 metri piani
- Salto in lungo
- 400 metri piani (batteria)
- Tiro a volo
- 110 metri ostacoli
- Tiro con l'arco
- Salto in alto
- 400 metri piani (finale)
- Lancio del giavellotto

## Accoglienza
Konami '88 compare nella lista dei migliori 25 videogiochi arcade stilata dalla rivista giapponese Game Machine.